# Worku Tesfamichael
Worku Tesfamichael foi a primeira Ministra do Turismo da Eritreia. Worku orientou a elevação deste antigo departamento ao status de ministério na esperança de atrair mais turistas para a Eritreia.
Ela foi substituída como Ministra do Turismo e nomeada Comissária para Assuntos de Refugiados em fevereiro de 1997.